# Museu da Carris
Museu da Carris er et sporvejsmuseum i det centrale Lissabon. Museet indeholder en stor samling sporvogne udelukkende fra Lissabon. Museet har også en sporvejslinje, som kører på 900 mm-spor, hvilket også er sporvidden i Lissabon.